# Howells, Nebraska
Howells är en ort (village) i Colfax County i Nebraska. Orten har fått namn efter lantmätaren James Smith Howell. Vid 2010 års folkräkning hade Howells 561 invånare.